# Schnelllauftor
Schnelllauftore sind Toranlagen, die überwiegend im gewerblichen Bereich und in der Industrie eingebaut werden. Sie stellen eine technische Weiterentwicklung der bekannten Sektionaltore oder Rolltore dar. Die Unterschiede liegen vor allem in der auf hohe Laufgeschwindigkeiten und eine große Anzahl an Lastwechseln (Öffnen und Schließen) ausgerichteten Konstruktion. Je nach Bauart ist eine horizontale oder vertikale Laufrichtung möglich. 

## Anwendung
Im gewerblichen Bereich werden Schnelllauftore beim Warenverkehr von Halle zu Halle eingesetzt, so z. B. in der Lebensmittelindustrie, wo bei Tiefkühllagerhallen besondere klimatische Bedingungen berücksichtigt werden müssen. Kurze Öffnungs- und Schließzeiten reduzieren Kühlverluste, verhindern Luftzug und ermöglichen einen ungestörten Betriebsablauf.
Es gibt speziell abgestimmte Sonderformen z. B. für die Verwendung bei Förderanlagen, in Rettungswegen oder explosionsgefährdeten Bereichen.

## Anforderungen
Die hohen Verfahrgeschwindigkeiten (zum Teil über 4 m/s)  und die Häufigkeit der Schließvorgänge im laufenden Betrieb verursachen große Belastungen, die konstruktiv berücksichtigt werden müssen. Ebenso ergeben sich aus Randbedingungen wie Größe und Einbauort erhebliche Anforderungen an die Sicherheits- und Steuerungstechnik. Spezialanwendungen von Schnelllauftoren finden sich im Maschinenschutz.